# Tuttiola spinoides
Tuttiola spinoides är en fjärilsart som beskrevs av Schultz. 1908. Tuttiola spinoides ingår i släktet Tuttiola och familjen juvelvingar. Inga underarter finns listade i Catalogue of Life.